# Eparchie montrealská a kanadská
Eparchie Montréal a Kanada je eparchie ruské pravoslavné církve v zahraničí.

## Území a titul biskupa
Zahrnuje správní hranice území Kanady.
Eparchiálnímu biskupovi náleží titul biskup montrealský a kanadský.

## Historie
Eparchie byla zřízena 12. října 1930 jako montrealský vikariát severoamerické eparchie.
Protože většina věřících obývala západní část Kanady, první montrealský biskup Ioasaf (Skorodumov) přestěhoval své sídlo do Edmontonu.
Roku 1936 po sjednocení severoamerické metropole s Ruskou pravoslavnou církví v zahraničí byla zřízena samostatná montrealská eparchie a východokanadská eparchie.
V srpnu 1957 byly obě kanadské eparchie spojeny do jedné.

## Seznam biskupů

### Montrealský vikariát severoamerické eparchie
- 1930–1936 Ioasaf (Skorodumov)

### Eparchie montrealská a východokanadská
- 1936–1937 Ieronim (Černov)
- 1947–1954 Hryhorij (Boryškevyč)
- 1954–1957 Pantelejmon (Rudyk)

### Eparchie montrealská a kanadská
- 1957–2001 Vitalij (Ustinov)
  - 2001–2008 Laurus (Škurla) dočasný správce
- od 2008 Gabriel (Čemodakov)